# Kliszów (Nedre Karpaterna)

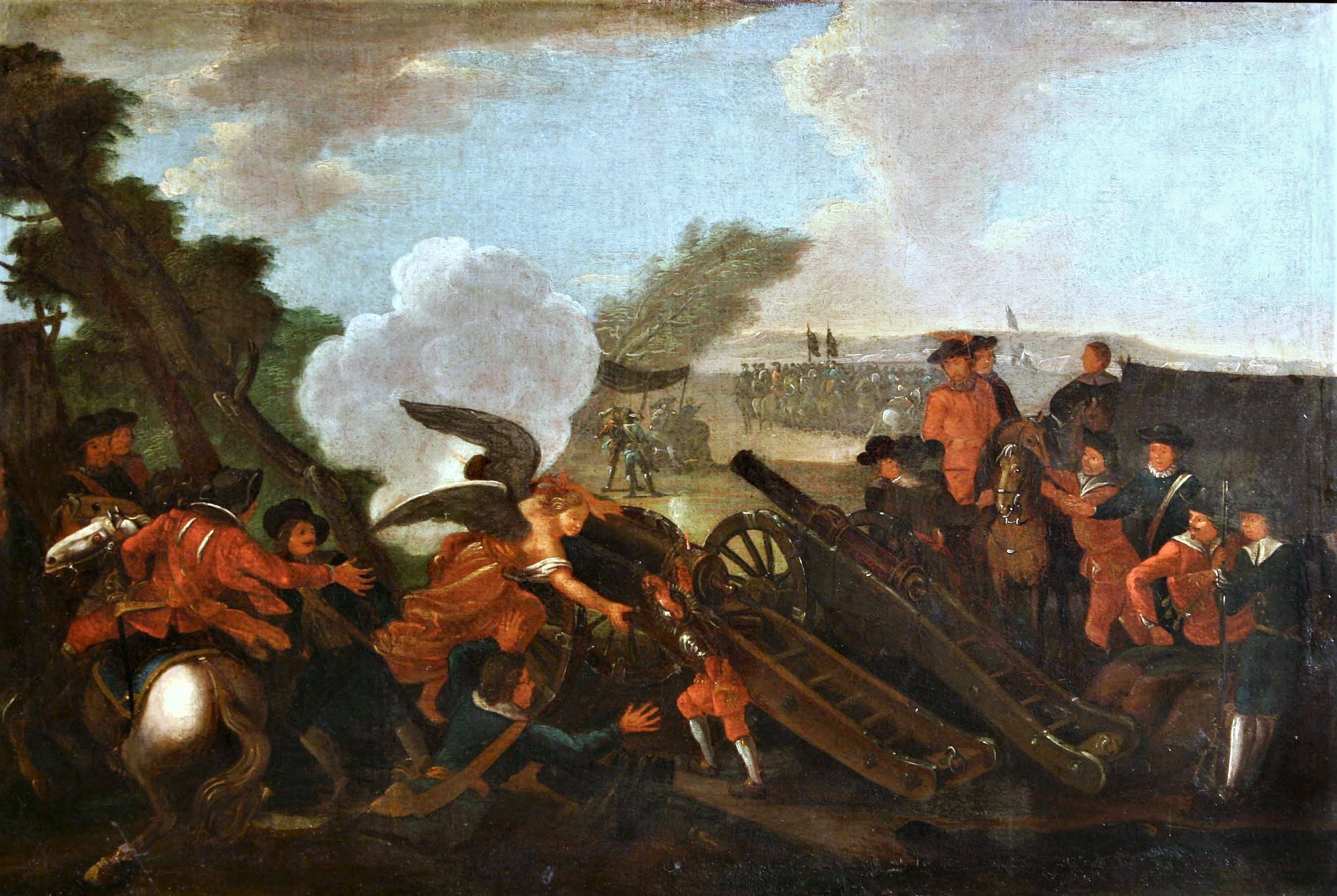
Slaget vid Kliszów av en okänd konstnär.

Kliszów (på tyska Klissov) är en liten polsk by öster om floden Nida i Pińczowa kommun, ca 75 km nordöst om Kraków i södra Polen. Här stod slaget vid Kliszów år 1702.